# Crown Peak
Der Crown Peak (englisch für Kronenspitze) ist ein 1185 m hoher und vereister Berg im Grahamland im Norden der Antarktischen Halbinsel. Er ragt 16 km östlich des Kap Roquemaurel auf der Trinity-Halbinsel aus dem südlichen Ende des Marescot Ridge auf.
Der Falkland Islands Dependencies Survey benannte den Berg im Zuge von Vermessungsarbeiten in diesem Gebiet im Jahr 1946. Namensgebend sind die Eisformationen am Gipfel des Bergs, die wie eine Krone aussehen.